# David Silveria
David Silveria, ameriški bobnar skupine Korn, * 21. september 1972, San Leandro, Kalifornija, ZDA.
Silveria velja za enega izmed najboljših (vsekakor pa najinovativnejših) bobnarjev na svetu. S svojim zelo prepoznavnim igranjem vedno doda še tisti manjkajoči člen, ki naredi glasbo Korn tako edinstveno. Tako sam na eni izmed njegovih kaset za samostojno učenje bobnanja preprosto pravi: »Če ste mi sledili do sem, ste nori.«